# 东镇大庙
东镇大庙，位于中国甘肃省民勤县，为一个省级文物保护单位，类型为古建筑。
东镇大庙的历史年代为清代。